# Układ trójskośny

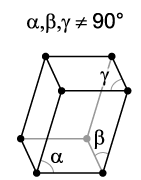
Komórka elementarna układu trójskośnego

Układ trójskośny – układ krystalograficzny, w którym wszystkie trzy jednostki osiowe mają różną długość i a kąty pomiędzy niemi nie są kątami prostymi.
Typowymi przedstawicielami tej grupy są pediony.
W tym układzie krystalizuje około 7% minerałów, np. mikroklin, amazonit, plagioklazy, aksynit, turkus, rodonit, kyanit, chalkantyt, sassolin i albit.

## Przypisy

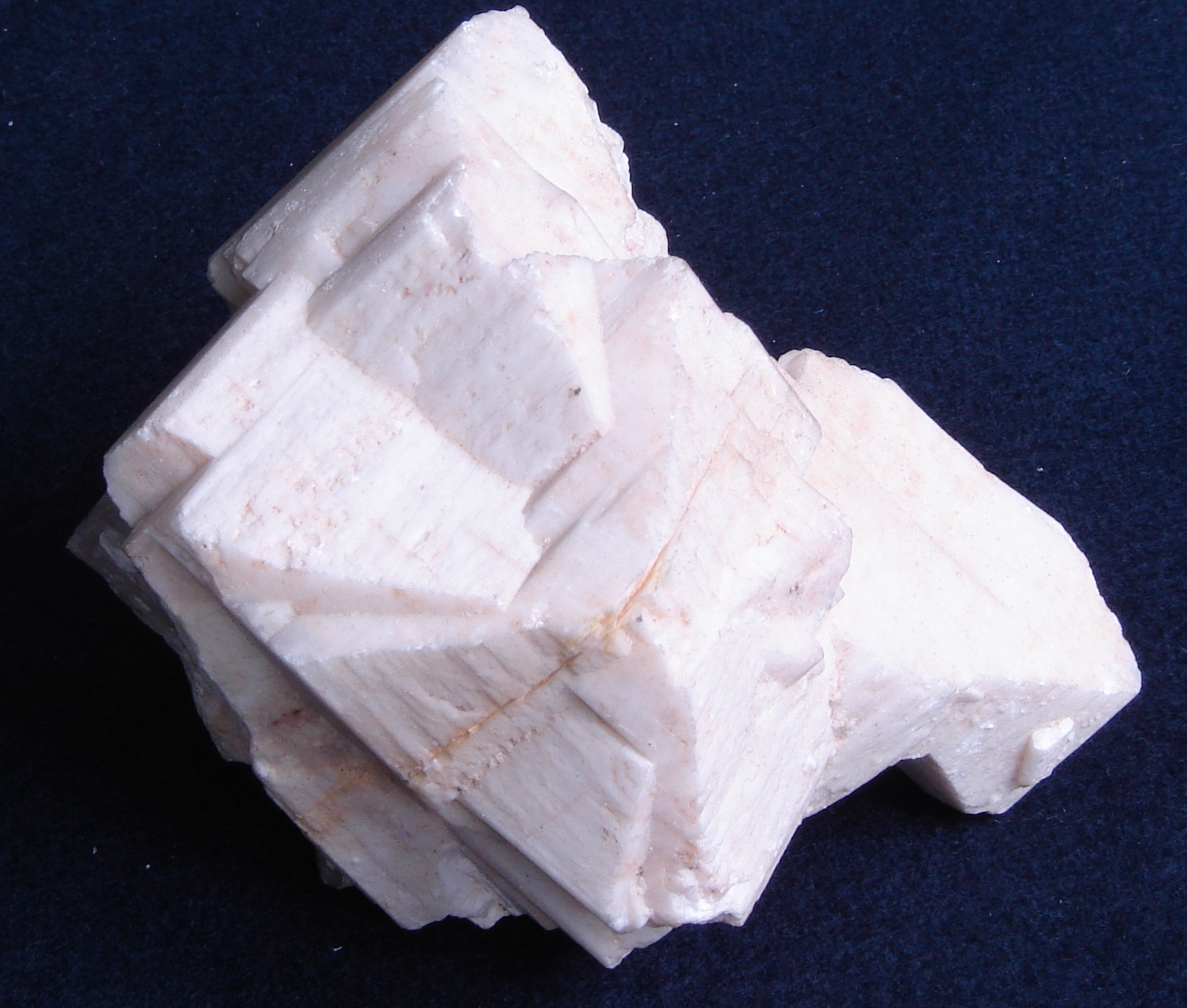
kryształy mikroklinu
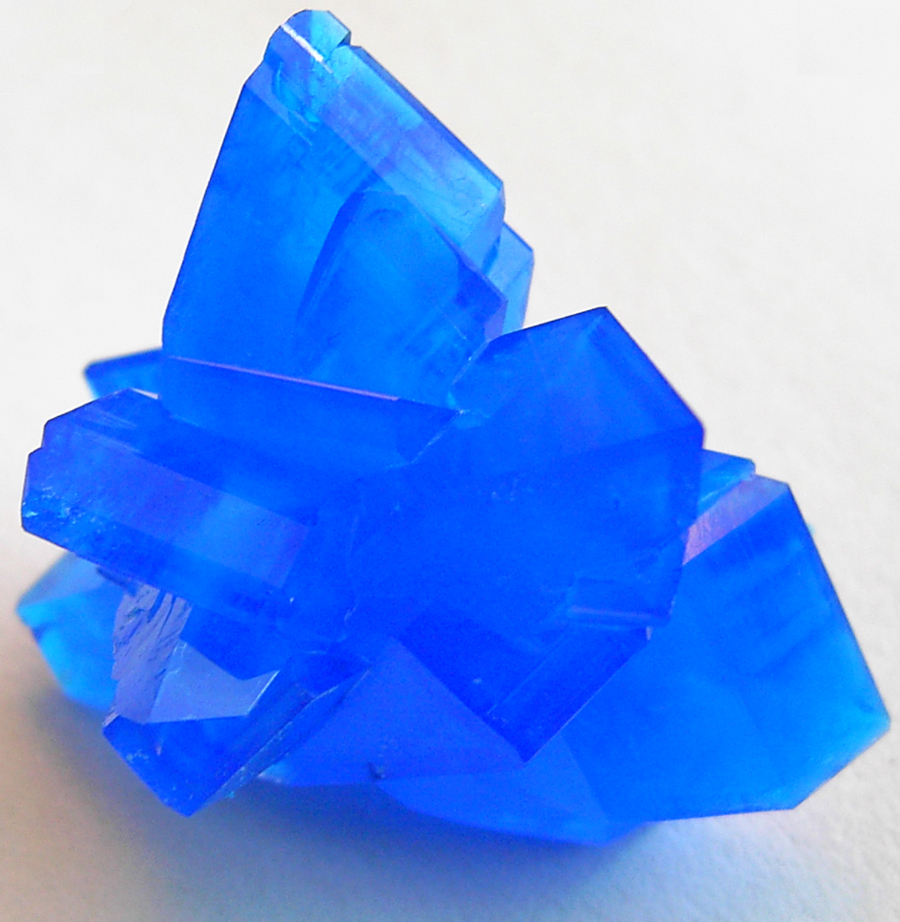
kryształy chalkantytu
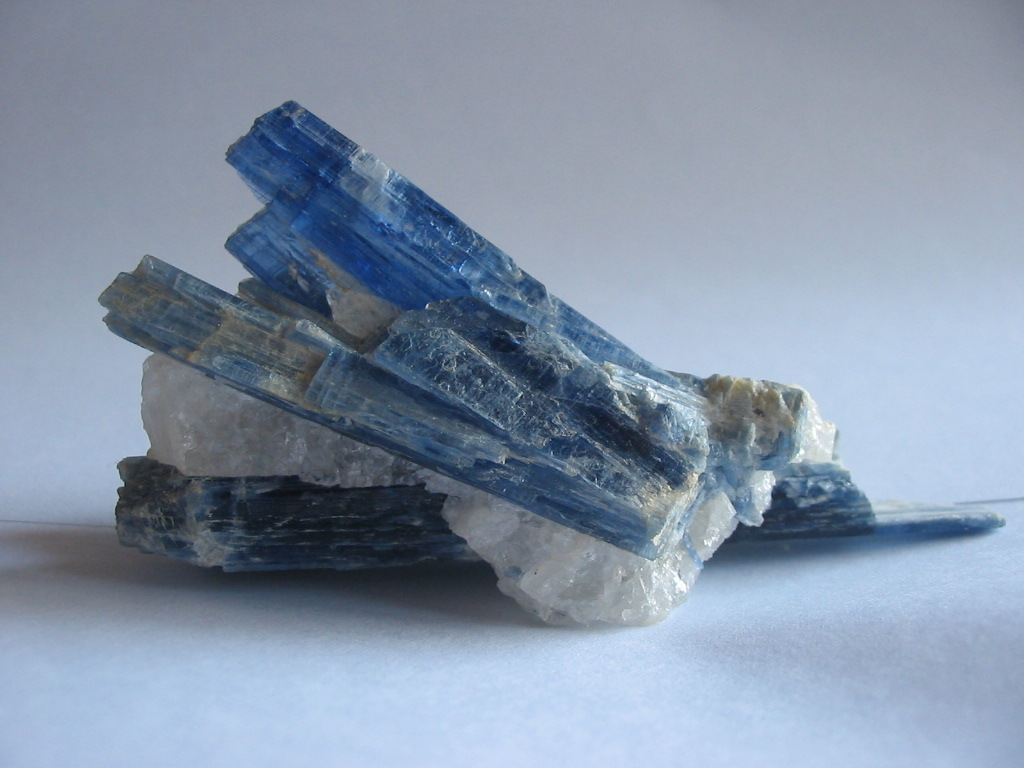
kryształy kyanitu = dysten